# Tatjana Jurtschenko
Tatjana Alexandrowna Jurtschenko (russisch Татьяна Александровна Юрченко, engl. Transkription Tatyana Aleksandrovna Yurchenko; * 24. Mai 1993) ist eine ehemalige kasachische Leichtathletin, die im Sprint und Mittelstreckenlauf an den Start ging. 2014 wurde sie in Hangzhou Hallenasienmeisterin im 800-Meter-Lauf sowie in der 4-mal-400-Meter-Staffel.

## Sportliche Laufbahn
Erste Erfahrungen bei internationalen Meisterschaften sammelte Tatjana Jurtschenko bei den Jugend-Asienspielen 2009 in Singapur, bei denen sie in 4:53,43 min den fünften Platz im 1500-Meter-Lauf belegte. 2012 gewann sie bei den Juniorenasienmeisterschaften in Colombo in 2:09,60 min die Bronzemedaille im 800-Meter-Lauf und siegte in 3:43,49 min mit der kasachischen 4-mal-400-Meter-Staffel. Anschließend schied sie bei den Juniorenweltmeisterschaften in Barcelona mit 2:20,02 min in der ersten Runde über 800 Meter aus. 2014 siegte sie in 2:14,20 min über 800 Meter bei den Hallenasienmeisterschaften in Hangzhou und siegte mit der Staffel in 3:42,45 min gemeinsam mit Elina Michina, Olga Andrejewa und Julija Rachmanowa. In den darauffolgenden Jahren bestritt sie nur unregelmäßig Wettkämpfe, ehe sie 2018 ihre aktive Karriere im Alter von 25 Jahren beendete.
2013 wurde Jurtschenko kasachische Meisterin im 800-Meter-Lauf sowie in der 4-mal-400-Meter-Staffel.

## Persönliche Bestzeiten
- 400 Meter: 54,33 s, 15. Mai 2013 in Almaty
  - 400 Meter (Halle): 56,91 s, 15. Januar 2018 in Öskemen
- 800 Meter: 2:07,91 min, 14. Juni 2014 in Almaty
  - 800 Meter (Halle): 2:11,6 min, 16. Januar 2018 in Öskemen